# Aioli

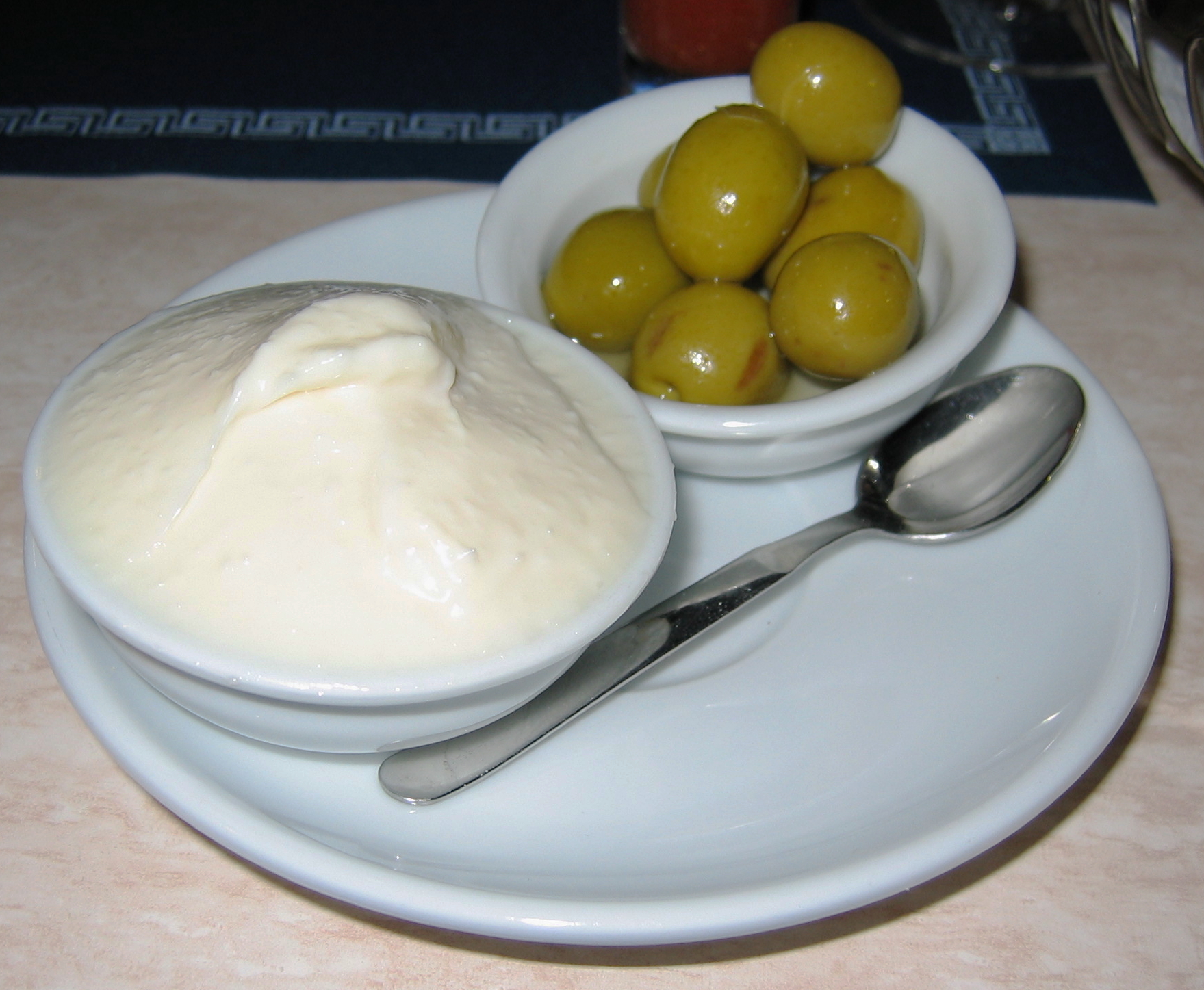
Aioli mit Oliven

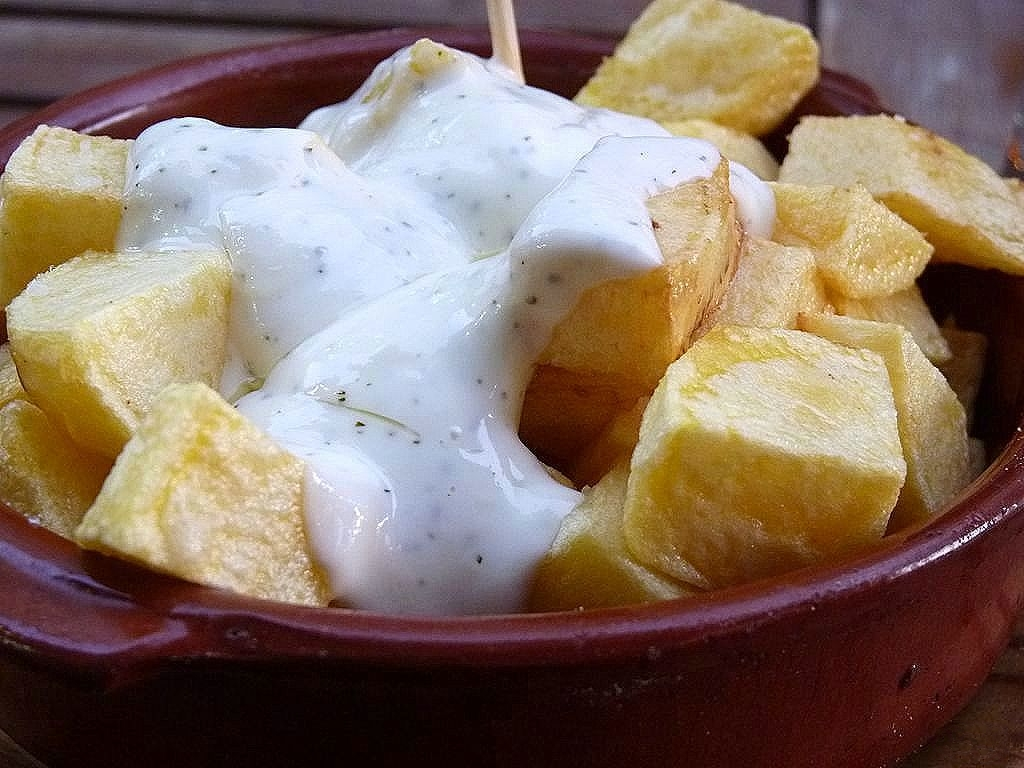
Patatas bravas mit Aioli

Aioli oder Allioli (französisch aïoli; aus dem Okzitanischen bzw. Katalanischen all i oli ‚Knoblauch und Öl‘) ist eine aus dem Mittelmeerraum stammende kalte Creme, die vor allem aus Knoblauch, Olivenöl und Salz besteht. Aioli wird als Vorspeise mit Brot oder Oliven sowie als Beigabe zu Fleisch, Fisch, Pizza und Gemüse serviert.
Im Libanon wird eine ähnliche Creme Toum genannt.

## Zubereitung
Bei der traditionellen Aioli, die nur aus Knoblauch und Öl besteht, werden Knoblauchzehen in einem Mörser zerrieben. Dann wird Öl in dünnem Strahl unter fortwährendem Rühren mit dem Stößel hinzugegeben, bis eine zähflüssige Creme entstanden ist. Wird zu viel oder zu schnell Öl hinzugegeben, kann sich die Emulsion wieder trennen und die Aioli gerinnen. Als Emulgator werden deshalb auch Milch, ein Stückchen gekochte Kartoffel oder Eigelb beigegeben. In der klassischen Küche wird die Aioli aus hartgekochtem Eigelb, fein zerstoßenem Knoblauch und wie bei einer Mayonnaise mit Öl aufgezogen zubereitet und anschließend mit Zitronensaft und Cayennepfeffer abgeschmeckt.
Aus der Aioli entstanden durch Verfeinerungen und Rezeptzugaben zahlreiche Varianten. Am bekanntesten ist heute die Variante aus Maó (spanisch Mahón) auf Menorca. Häufig ist zu lesen, dies sei die Urversion der französischen Mayonnaise. Diese Auffassung lässt sich aber nicht durch seriöse Quellen belegen.
Aioli garni, auch Grand Aioli, ist ein typisch provenzalisches Gericht: gedünstete Kartoffeln, Karotten und grüne Bohnen, dazu Seeschnecken und ein Stück Fischfilet (klassisch ist gewässerter Stockfisch aus Kabeljau) und die oben beschriebene Aioli.